# Operational risk gain event
L'operational risk gain event è una fattispecie di evento che può generare nel conto economico oltre alle tipiche perdite, ricavi inaspettati. È il classico esempio di un errore di negoziazione di uno strumento finanziario per conto di un cliente che può generare ricavi nel caso in cui, ad esempio, con mercati in rialzo e acquisto di un numero maggiore di azioni di quelle richieste, l'intermediario percepisce un ricavo dato dalla rivalutazione delle azioni in più acquistate erroneamente.